# Poecilocharax
Poecilocharax – rodzaj ryb promieniopłetwych z podrodziny Crenuchinae w obrębie rodziny Crenuchidae.

## Zasięg występowania
Rodzaj obejmuje gatunki występujące w słodkich wodach Ameryki Południowej.

## Morfologia
Długość ciała do 4,7 cm.

## Systematyka
Rodzaj zdefiniował w 1909 roku niemiecko-amerykański ichtiolog Carl H. Eigenmann na łamach rocznika „Annals of the Carnegie Museum”. Na gatunek typowy Eigenmann wyznaczył (oznaczenie monotypowe) P. bovalii.

### Etymologia
Poecilocharax: gr. ποικιλος poikilos ‘kolorowy, różny’; χαραξ kharax, χαρακος kharakos ‘gatunek ryby morskiej’. 

### Podział systematyczny
Do rodzaju należą następujące gatunki:
- Poecilocharax bovaliorum Eigenmann, 1909
- Poecilocharax callipterus Ohara, Pastana & Camelier, 2022
- Poecilocharax rhizophilus Ohara, Pastana & Camelier, 2022
- Poecilocharax weitzmani Géry, 1965